# Niger (cheval)
Vous lisez un « bon article » labellisé en 2020.
Pour les articles homonymes, voir Niger (homonymie).
Niger (né en 1869 au haras des Rouges-Terres, chez Constant Forcinal) est un cheval trotteur à l'origine d'une lignée de la race du Trotteur français, désormais éteinte. Fils de The Norfolk Phœnomenon, il est par lui un petit-fils ou arrière-petit-fils de l'étalon anglais The Norfolk Phenomenon. Sa mère, Miss Bell, est une jument demi-sang d'origine anglaise ou américaine, réputée pour avoir servi Napoléon III.
Fortement marqué par l'influence du Trotteur Norfolk, Niger, petit étalon noir au corps musclé et arrondi, est décrit comme d'apparence commune, avec une grosse tête busquée. Il lègue ses allures brillantes à ses descendants, en particulier au trot, mais aussi une affection respiratoire héréditaire, le cornage. À ce titre, bien qu'il soit reconnu comme l'un des chefs de race du Trotteur français, Niger devient un étalon controversé. Sa lignée mâle disparaît au début du XXe siècle, mais Niger reste l'ancêtre des étalons Narquois et Juvigny, dans les lignées maternelles.

## Histoire

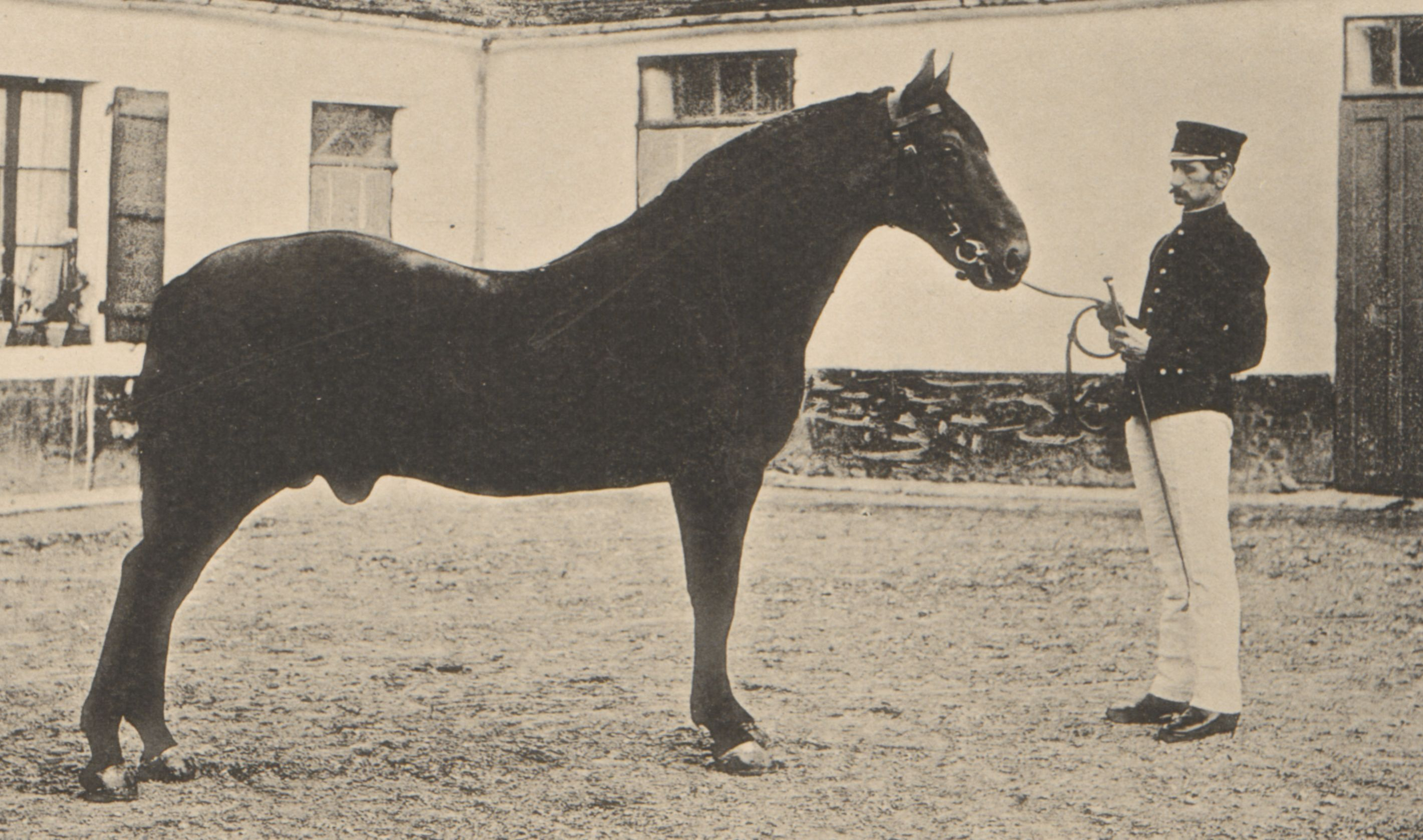
Niger, présenté en main au Haras national du Pin.

Niger naît en 1869 à l'élevage de Constant Forcinal, le fameux haras des Rouges-Terres situé à Saint-Léonard-des-Parcs, dans l'Orne. Ce dernier a récupéré le vieil étalon The Norfolk Phœnomenon, que l'administration des Haras nationaux voulait faire abattre du fait de son grand âge, soit 22, 23 ou 24 ans. Niger est l'un des derniers descendants de cet étalon. Sa mère, Miss Bell, d'origine inconnue mais vraisemblablement anglaise ou américaine, était probablement elle aussi âgée lors du poulinage. Son histoire veut qu'elle provienne des écuries personnelles de Napoléon III, où elle aurait été affectée à la traction du phaéton impérial.
Niger reçoit son nom en raison de sa couleur de robe noire. Il commence la compétition en trot monté en 1872, âgé de trois ans, sous les couleurs de son naisseur. Son plus grand rival est l'étalon Normand. Le 30 septembre, il termine 3e de la première épreuve d'étalons en trot monté à Caen, sur 4 000 mètres, en 7 min 22 s, derrière Normand et Mont-Joie. Il est de nouveau battu par Normand le 1er octobre, lors du Prix international sur 4 000 mètres, toujours à Caen : la course est menée par Mont-Joie jusqu'à 300 mètres de l'arrivée, Niger et Normand finissant par le dépasser, avec une avance de deux secondes de Normand, en 7 min 5 s. 
Niger prend sa revanche sur Normand lors de la première course de l'épreuve d'étalons du Haras du Pin, le 4 octobre, en 7 min 36 s,. Il est battu par Mont-Joie lors de la troisième course, le même jour, en 7 min 26 s contre 7 min 3 s.
En 1873, Niger figure en seconde place du tableau des meilleures vitesses sur 4 000 mètres et plus, en 6 min 55 s à Caen.
Le jeune étalon court en Normandie, mais aussi à Toulouse et à Tarbes, ce qui implique de difficiles déplacements dans les conditions de son époque. Il remporte en tout neuf courses, avec un record personnel en réduction kilométrique de 1 min 43 s, établi sur 4 000 mètres à Caen. Niger remporte 7 400 francs de gains durant la saison de courses 1872, puis 17 450 la saison suivante.
Il est acheté en fin de saison 1873 par les Haras nationaux, à M. Céneri Forcinal, pour un montant de 14 000 francs, puis placé au Haras national du Pin pour la saison de reproduction de l'année suivante,. Il fait la monte à la station du Merlerault en 1878. En 1885, l'éleveur Charles Du Haÿs le décrit comme « l'un des meilleurs étalons trotteurs que nous possédions aujourd'hui ».
Il est abattu précocement pour cornage chronique, de même que son rival historique, l'étalon Normand. L'ouvrage de Paul Guillerot indique une fin de reproduction en 1891,.

## Description

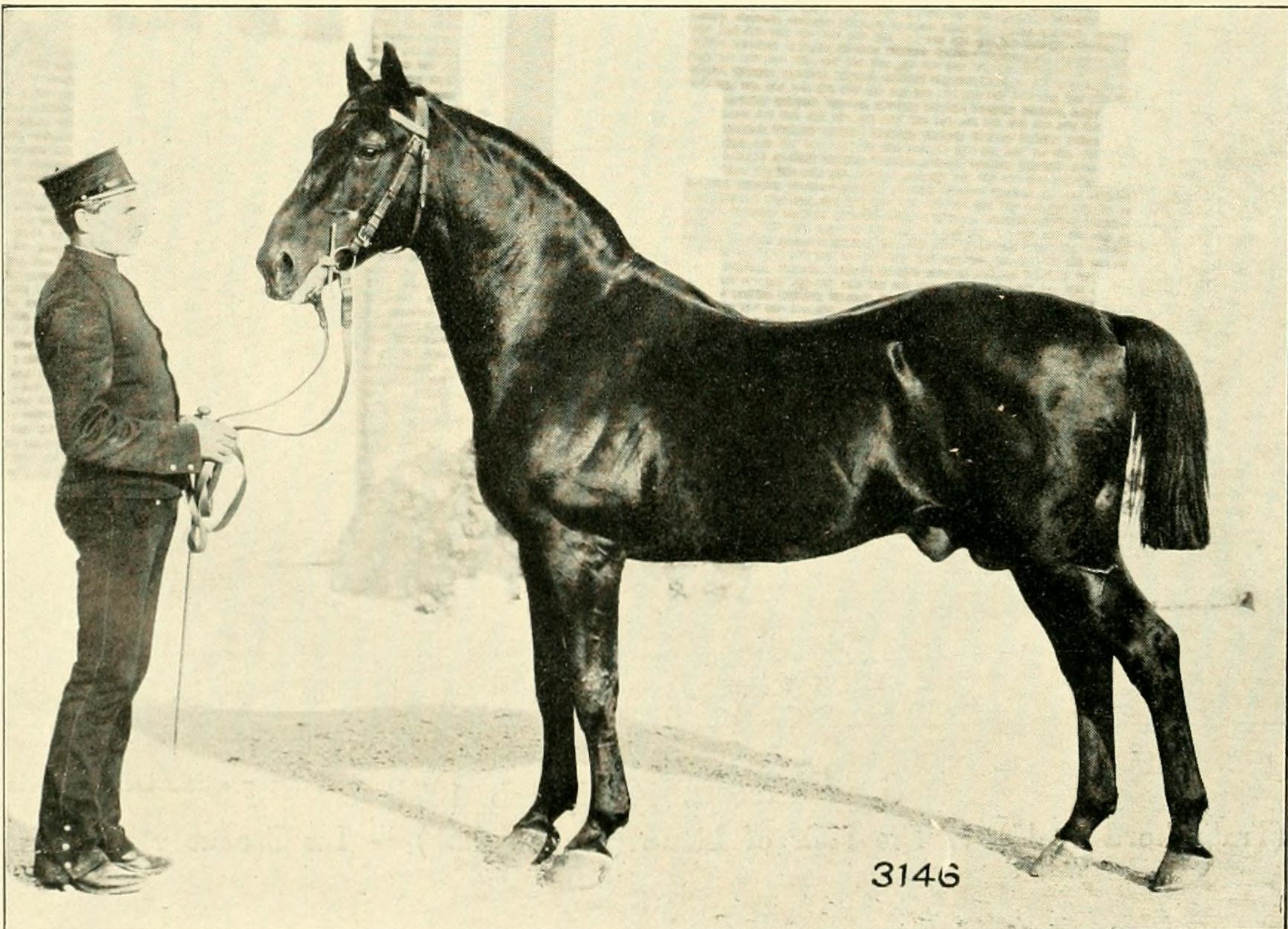
Niger, photographié par le studio Delton.

Niger est un étalon de robe noire, mesurant 1,53 m d'après Guillerot (1896), ou 1,63 m d'après Edmond Gast (1889),. « Petit cheval très étoffé », de modèle, il se révèle beaucoup plus proche de son père, et donc du Trotteur Norfolk, que de sa mère, qui semble n'avoir eu aucune influence sur son apparence,. Jean-Pierre Reynaldo le décrit comme « un affreux petit cheval noir – d'où son nom –, à la morphologie très commune », et accrédite la thèse d'une taille de 1,53 m. Très musculeux, Niger possède une tête commune rattachée à une encolure courte, une puissante croupe, et des membres secs et courts.
Dans ses Études hippiques (1879), L. Herbin le décrit comme « très vite, puissant, harmonieux, près de terre, un peu rond et trop noyé dans ses lignes, de petite taille », en livrant l'analyse morphologique suivante : « Tête longue, un peu busquée. Encolure longue ; épaule très longue descendant au-dessous du genou, jarrets près de terre. Corps un peu plus long que l'épaule et paraissant trop long, parce que l'épaule est un peu en avant. Dos mou, mais dessus large et musclé. Croupe ronde, pas tout à fait assez ample, mais puissamment musclée ; hanches inclinées à 45°, mais trop courtes ».
Le comte Marie-Aimery de Comminges le décrit comme commun, mais « régulièrement conformé ».

## Origines
Les origines de Niger ne sont que très partiellement connues,. Sa mère Miss Bell est une jument américaine ou anglaise récupérée par les Forcinal, de robe alezane, réputée très belle. Côté paternel, si The Norfolk Phœnomenon, importé en France en 1851, est assurément son père, il y a controverse quant à savoir si Niger est le petit-fils de The Norfolk Phenomenon (né en 1824) ou de Old Phœnomenon, fils du précédent.

## Descendance

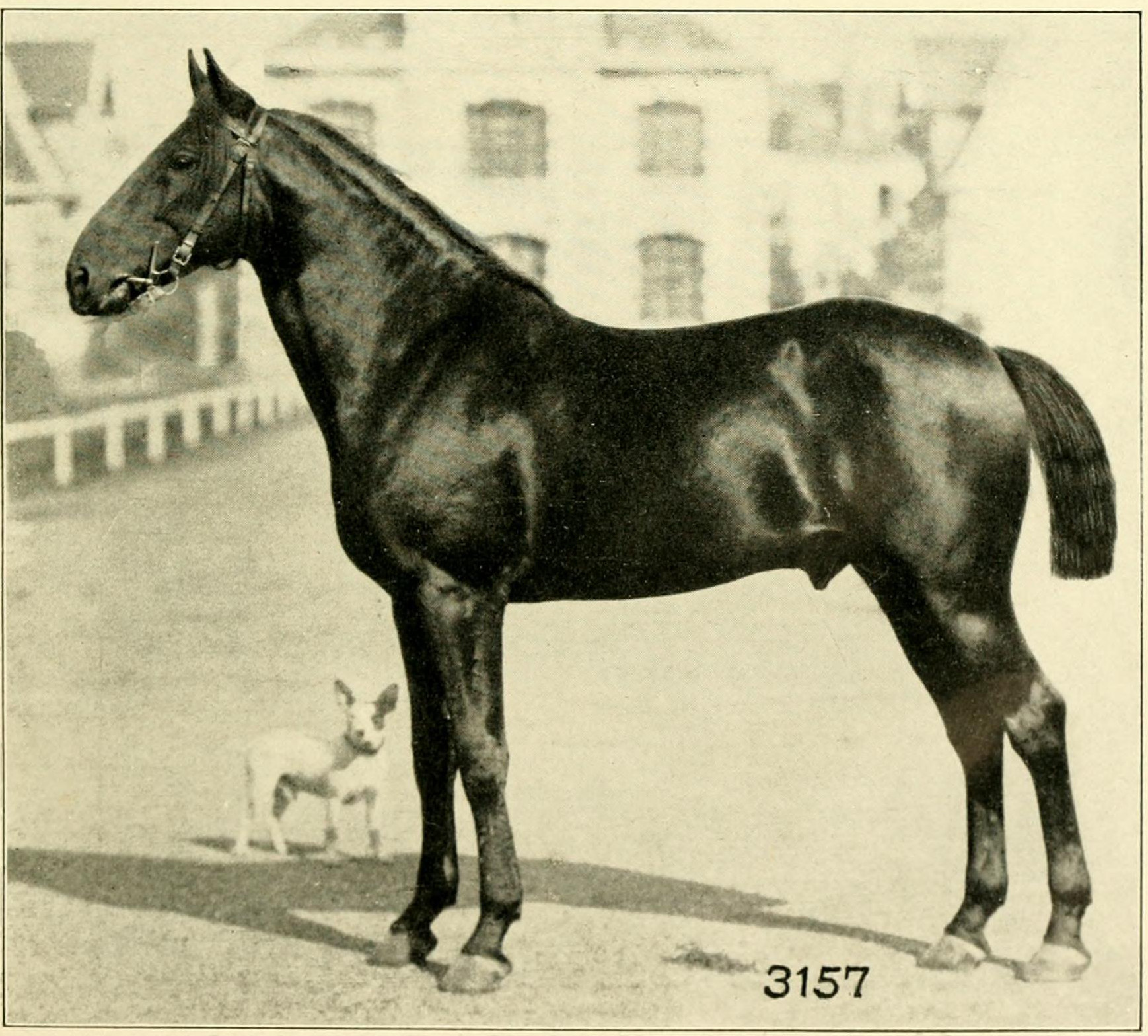
Narquois, un petit-fils de Niger né en 1891.

Niger engendre une descendance nombreuse dans le département de l'Orne : il est le père de 52 trotteurs homologués, dont une vingtaine deviennent à leur tour des étalons, les meilleurs étant Valencourt (premier prix à l'exposition internationale des trotteurs de 1889) et Bayard IV. Il est le père de nombreux autres étalons, dont Acquila et Fier-à-Bras (né en 1883). Niger figure parmi les origines maternelles des étalons Juvigny et Narquois (ainsi que d'autres moins connus, tels que Novice, Mahomet, et Malaga). Les filles de Niger ont donné de bons chevaux par croisement avec l'étalon Cherbourg, dont Juvigny, Jolibois et Nostradamus, et avec les étalons chef de race Fuschia (donnant notamment Mahomet, Narquois et Novice) et Phaéton,. Le record de vitesse au trot a été amélioré par des trotteurs issus de Niger et de mères Pur-sang. Des filles de Niger sont aussi croisées avec les étalons Harley, Hippomène, Uriel, Rivoli, Serpolet-Bai, Qui-Vive !, Élan, Étendart, Écho et Édimbourg.
Visualiser la lignée de Niger sous forme de graphe
Niger entre directement à la seconde place de la tête de liste des étalons trotteurs des étalons nationaux (ceux dont les poulains ont remporté plus de 10 000 francs de gains) en 1879, derrière Conquérant, puis il descend en quatrième place l'année suivante, son rival Normand prenant la tête de ce classement. Il est le 5e meilleur étalon trotteur en 1882, derrière Conquérant, Normand et Lavater. Il n'est plus mentionné dans ce classement (qui prend désormais en compte les étalons sont les poulains ont cumulé plus de 25 000 francs de gains) les années suivantes.

### Influence sur la race du Trotteur français
Niger est à l'origine d'une lignée du Trotteur français, mais sa lignée mâle disparaît au cours du XXe siècle,. En 1902, comme le note l'inspecteur général des Haras A. Ollivier, la lignée mâle de The Norfolk Phœnomenon tend déjà à disparaître. En effet, aucun des fils de Niger ne devient un grand étalon trotteur, ni ne lui est comparable. Cette lignée survit en revanche parmi les souches maternelles,.
L'éleveur Maurice de Gasté cite, en 1908, Niger parmi les « fondateurs de la race trotteuse normande ». D'après Albert Viel, Niger lègue à ses descendants une conformation compacte et harmonieuse, dans un modèle près de terre, avec des allures très brillantes. Il est aussi connu pour avoir transmis le cornage à environ un tiers de ses poulains. Le vétérinaire Paul François Charon cite un éleveur qui a perdu beaucoup d'argent avec deux poulains de Niger atteints de cornage, dont l'un dut être castré puis vendu dans le commerce. L'influence de Niger sur le trotteur français est discutée à la fin du XIXe siècle, notamment par l'élu et éleveur Edmond Gast, qui déclare en 1889 : 

« [...] nous sommes convaincus que ces fils de Phœnomenon, que les Norfolk en général ont beaucoup moins de fond que les fils de nos étalons [normands], cités plus haut, qui aiment la lutte et par là même font preuve d'endurance. Un Niger vous laissera parfois en route, un Normand ira jusqu'au bout, quitte à en mourir. »

— Edmond Gast, Le cheval normand et ses origines.
Au contraire, Édouard Nicard estime que le croisement avec le trotteur Norfolk a donné quelques-uns des meilleurs trotteurs de France, postulant que l'irrégularité des filles de Niger en course témoigne de ce que le Trotteur Norfolk a apporté l'aptitude à trotter, mais pas la vitesse, laquelle est apportée par le Pur-sang aux filles de Niger. D'après lui, Niger est le meilleur étalon de la lignée Norfolk en France.

### Placement dans la lignée deThe Norfolk Phœnomenon
Lorsqu'il établit les pedigree des trotteurs français pour son étude L'élevage du trotteur en France, parue en 1896, Paul Guillerot classe Niger parmi la « famille anglaise », avec d'autres chevaux issus d'un père Trotteur Norfolk. En 1902, lorsque A. Ollivier établit ses Généalogies chevalines anglo-normandes en ligne mâle, il place Niger parmi la ligne de l'étalon anglais The Norfolk Phœnomenon. D'après lui, la lignée mâle de The Norfolk Phœnomenon est alors en voie d'extinction, n'étant plus représentée que par les fils de l'étalon Valencourt. Selon Louis Baume, en 1913, il reste « peu de choses » de cette lignée issue du Trotteur Norfolk, sinon parmi les souches maternelles.
- The Norfolk Phenomenon (1824)
  - The Norfolk Phœnomenon (1845)
    - Niger (1869)
      - Turin (1875)[56]
      - Uléma (1876)[57]
      - Ulysse (1876)[57]
      - Un (1876)[57]
      - Unité (1876)[58]
      - Valencourt (1877)[59]
        - Garçonnet (1884)[19]
        - Héliotrope (1885)[19]
        - Hidalgo (1885)[19]
        - Impartial (1886)[60]
        - Saint-Mélaine (1886)[61]
        - Jourdan (1887)[61]
        - Gengis-Khan (1888)[62]
        - Izard (1892)[19]

      - Acquila (1878[59] ou 1882[63])
      - Adonias[64]
      - Ajax (1883)[64]
      - Fier-à-Bras (1883)[21]
      - Archimède[64]
      - Baptiste-le-More[64]
      - Bataillon[64]
      - Bayard IV[64]

### Note
1. ↑  Annotation au stylo dans l'une des éditions, consultable sur Gallica.
2. ↑  Les photos d'archive disponibles le montrent toutes de petite taille par comparaison aux hommes qui le tiennent en main, ce qui fait pencher pour une taille de 1,53 m.